# Canton de Rosheim
Le canton de Rosheim est une ancienne division administrative française, située dans le département du Bas-Rhin, en région Grand Est.

## Histoire
Par le décret du 18 février 2014, le canton est supprimé à compter des élections départementales de mars 2015. Il est englobé dans le canton de Molsheim.

## Composition
Le canton de Rosheim comprenait neuf communes, toutes membres de la communauté de communes du canton de Rosheim :
- Bischoffsheim : 2 768 habitants
- Bœrsch : 2 107 habitants
- Grendelbruch : 1 127 habitants
- Griesheim-près-Molsheim : 1 722 habitants
- Mollkirch : 765 habitants
- Ottrott : 1 656 habitants
- Rosenwiller : 616 habitants
- Rosheim (chef-lieu) : 4 548 habitants
- Saint-Nabor : 479 habitants

## Représentation

### Conseillers généraux de 1833 à 1871 et de 1919 à 2015
| Période         | Période      | Identité                                            | Étiquette                 | Qualité                                                                                               |
| --------------- | ------------ | --------------------------------------------------- | ------------------------- | --- |
| 1833            | 1846 (décès) | François Xavier Clément Comte de Brauer (1781-1846) |                           | Ancien maître de forges à Belling (Prusse) Propriétaire à Rosheim                                     |
| 1846            | 1848         | Charles Louis Coulaux                               |                           | Ancien capitaine d'artillerie Propriétaire à Strasbourg                                               |
| 1848            | 1852         | Aimé Prud'homme                                     | Socialiste                | Notaire à Rosheim                                                                                     |
| 1852            | 1871         | Charles Louis Coulaux                               | Majorité dynastique       | Directeur de la manufacture d'armes de Klingenthal Député (1852-1870) Maire de Strasbourg (1852-1864) |
| 1871            | 1919         | Occupation allemande                                |                           | |
| 1919            | 1924         | Joseph Munck                                        | Bloc national             | Négociant à Rosheim                                                                                   |
| 1924            | 1934         | Gustave Schmutz                                     | URD                       | Propriétaire Maire de Bœrsch (1919-1940)                                                              |
| 1934            | 1940         | Paul Grau (1888-1967)                               | PDP                       | Maître-peintre à Rosheim                                                                              |
|                 |              |                                                     |                           | |
| 1945            | 1967 (décès) | Paul Grau                                           | MRP                       | Président du Conseil Général (1960-1966) Maire de Rosheim (1949-1965) Suppléant du député Henri Meck  |
| 28 janvier 1968 | 1988         | Robert Ott                                          | MRP puis CDP puis UDF-CDS | Maire d'Ottrott (1965-1989)                                                                           |
| 1988            | 2008         | Alphonse Troestler                                  | UDF puis UMP              | Historien Maire de Rosheim (1989-2001)                                                                |
| 2008            | 2015         | Philippe Meyer                                      | UMP                       | Professeur d’histoire-géographie Maire de Bœrsch (2001-2020) Élu en 2015 dans le canton de Molsheim   |

### Conseillers d'arrondissement (de 1833 à 1871 et de 1919 à 1940)
Le canton de Rosheim appartenait à  l'arrondissement de Sélestat.
Il avait deux conseillers d'arrondissement à partir de 1919.
| Période                                  | Période | Identité                  | Étiquette | Qualité |
| ---------------------------------------- | ------- | ------------------------- | --------- | --- |
| 1833                                     | 1842    | François Joseph Schaeffer |           | Notaire à Rosheim                                                                                           |
| 1842                                     | 1848    | Joseph Ignace Melsheim    |           | Huissier à Rosheim                                                                                          |
|                                          |         |                           |           | |
|                                          | 1937    | Joseph Meyer              | Modéré    | Maire de Rosheim                                                                                            |
| 1931                                     | 1940    | Alphonse Haberer          | UPR       | Cultivateur, propriétaire à Bischoffsheim                                                                   |
| 1937                                     | 1940    | Ignace Andlauer           | UPR       | Propriétaire à Rosheim                                                                                      |
| 1940                                     |         |                           |           | Les conseils d'arrondissement ont été suspendus par la loi du 12 octobre 1940 et n'ont jamais été réactivés |
| Les données manquantes sont à compléter. |         |                           |           | |

## Démographie
| 1962  | 1968   | 1975   | 1982   | 1990   | 1999   | 2006   | 2011   | 2012   |
| ----- | ------ | ------ | ------ | ------ | ------ | ------ | ------ | ------ |
| 9 722 | 10 034 | 11 119 | 12 400 | 13 525 | 15 645 | 16 948 | 17 686 | 17 728 |